# Channel-Port aux Basques
Channel-Port aux Basques ist eine Gemeinde (Town) an der Südwestspitze Neufundlands, im Norden der Cabotstraße. Die Gemeinde wurde 1945 gegründet und liegt am Trans-Canada Highway, der die kanadische Pazifikküste mit der Atlantikküste verbindet.
Port aux Basques ist Anlegestelle für Fähren aus North Sydney (Nova Scotia). 90 % des Fähraufkommens Neufundlands läuft über diesen Hafen.

## Geschichte

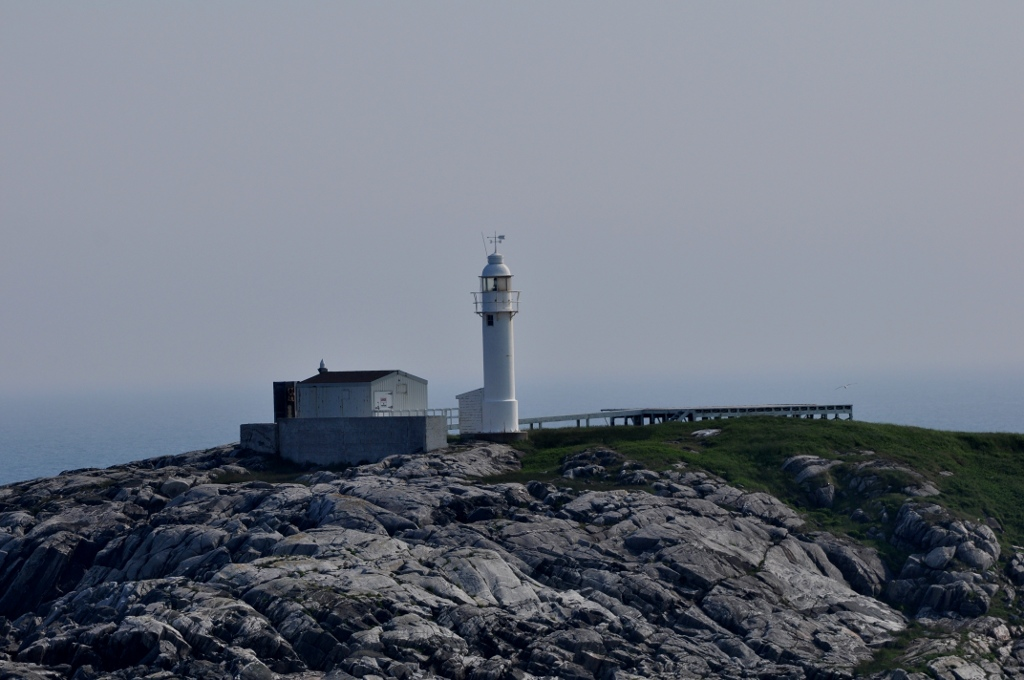
Leuchtturm von Port aux Basques

Der Ort bekam seinen Namen von baskischen Walfängern, die im 17. Jahrhundert in der Bucht Station machten und Proviant aufnahmen. Das 1856 unter Wasser verlegte Telegraphenkabel von der Kap-Breton-Insel nach Neufundland, welches den Anfang des ersten transatlantischen Kabels darstellte, kam nahe Port aux Basques an Land.
1893 wurde entschieden, die neufundländische Eisenbahn von der Halbinsel Avalon bis nach Port aux Basques zu verlängern. Der Bau wurde 1897 vollendet. Mitte der 1960er Jahre entstand der neufundländische Teil des Trans-Canada Highway. Die Straße verläuft entlang der Eisenbahnroute. Der Zugverkehr wurde aufgrund der Konkurrenz durch den Highway im Jahr 1988 eingestellt.
Die bisher schwerste Schiffskatastrophe der Region ereignete sich am 14. Oktober 1942, als in der Cabotstraße vor Channel Head die Passagierfähre Caribou ohne Vorwarnung von einem deutschen U-Boot torpediert wurde und innerhalb von fünf Minuten sank. 136 Passagiere und Besatzungsmitglieder kamen ums Leben.

## Demographie
Der Zensus im Jahr 2016 ergab für die Gemeinde eine Bevölkerungszahl von 4.067. Bei den vorherigen Zensus 2006 und 2011 betrug die Einwohnerzahl noch 4.319 bzw. 4.170.